# Erik Styf
Erik Styf, född 4 december 1932 i Sundsvall i Västernorrlands län, död 1 april 2001 i Katrineholm i Södermanland, var en svensk backhoppare. Han representerade Ljusdals IF.

## Karriär
Erik Styf startade i Skid-VM 1954 på hemmaplan i Falun. Där delade han femteplatsen med Torbjørn Falkanger från Norge. Finländaren Matti Pietikäinen vann VM-tävlingen 10,0 poäng före landsmannen Veikko Heinonen och 10,5 poäng före Bror Östman från Sverige. Styf var 3,5 poäng från en bronsmedalj.
Under olympiska spelen 1956 i Cortina d'Ampezzo i Italien blev Erik Styf nummer 44 i Trampolino Italia. Han hoppade 76,0 meter i första omgången och låg då på en 15:e plats. Olykcligtvis föll han i andra omgången då han hoppade 75,0 meter.
Styf tävlade i tysk-österrikiska backhopparveckan säsongen 1957/1958. Han blev nummer 12 i öppningstävlingen i Schattenbergbacken i Oberstdorf 29 december 1957. I nyårstävlingen i stora Olympiabacken i Garmisch-Partenkirchen blev han nummer 14. I Bergiselbacken i Innsbruck blev Styf nummer 14 och i avslutningstävlingen i Paul-Ausserleitner-backen blev han nummer 15. Total blev han nummer 10 i backhopparveckan 1957/1958.